# Siddeley-Deasy

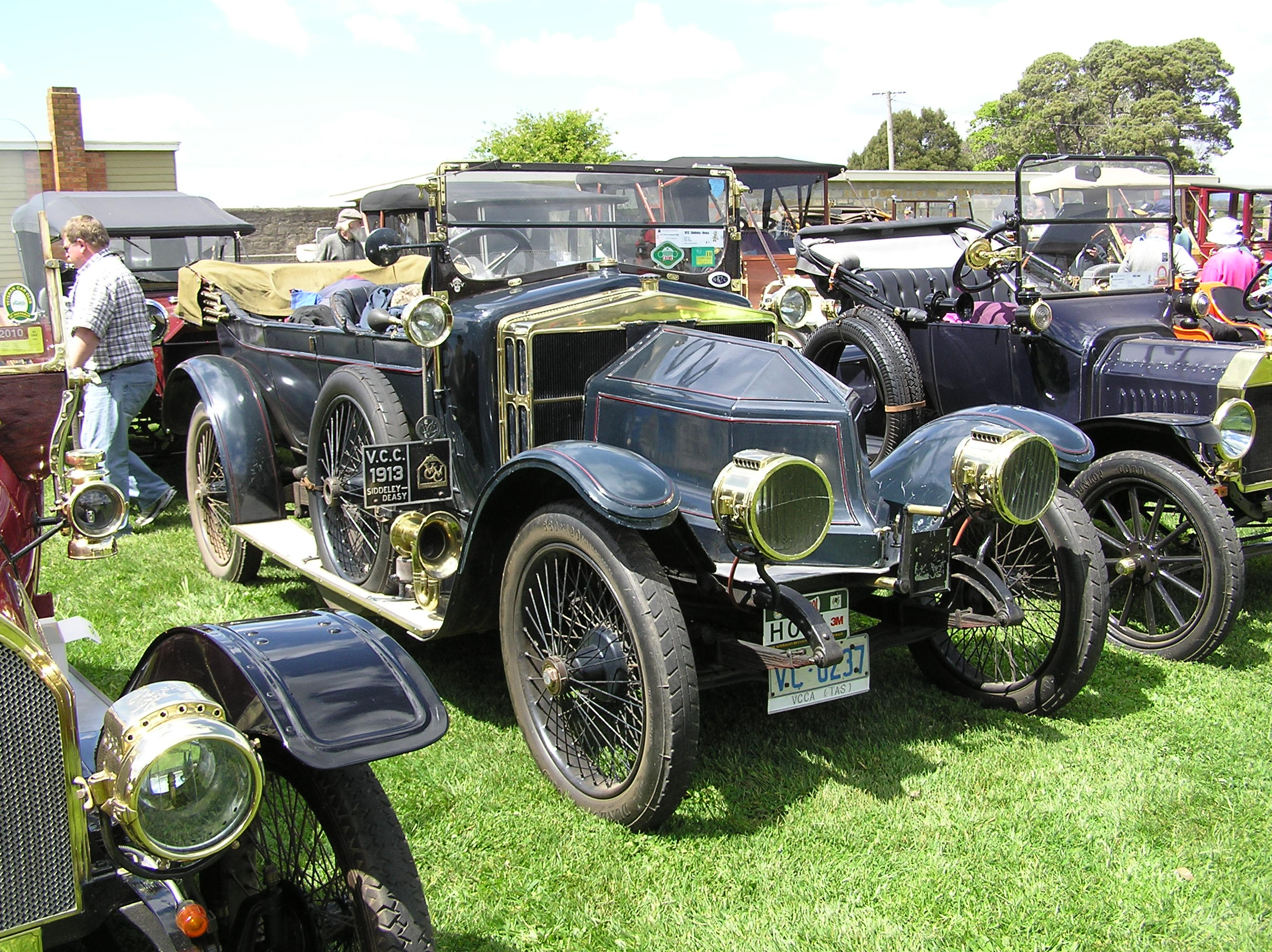
Siddeley-Deasy von 1913

Die Siddeley Deasy Motor Manufacturing Company Ltd. mit Sitz in Coventry war britischer Hersteller von Autos, Flugzeugen und Motoren. Das Unternehmen bestand seit 1906. 1919 wurde es mit der Fahrzeug- und Motorensparte des Industriekonzerns Armstrong Whitworth zu Armstrong-Siddeley vereinigt.
Ursprung war die im Februar 1906 als Deasy Motor Car Manufacturing Co. von Henry Hugh Peter Deasy gegründete Firma, die durch Übernahme der Iden Motor Car entstand. Deasy stellte Kraftfahrzeuge her. Nach einem Streit mit seinem Chefingenieur verließ Deasy 1909 sein Unternehmen. John Davenport Siddeley wurde Geschäftsführer und übernahm 1912 die Kontrolle, wobei er die Firma in Siddeley Deasy Motor Manufacturing Company Ltd. umbenannte.
Während des Ersten Weltkrieges blühte das Unternehmen auf. Die Fahrzeugproduktion wurde eingestellt. Ab 1916 beschäftigte man sich mit der Herstellung von Flugzeugen, wie der Royal Aircraft Factory R.E.7 und der Royal Aircraft Factory R.E.8. Von 1917 an wurden auch Flugmotoren entwickelt und gefertigt. Haupttyp mit 4.288 Stück war der Siddeley Puma.
Bereits 1917 konnte sich Siddeley Deasy auch als Zulieferer für Werkstücke aus Leichtmetallguss für Armstrong Whitworth etablieren. Es entstand eine feste Partnerschaft, die schließlich 1919 zur Teilfusion der beiden Unternehmen führte, die sich Armstrong Siddeley Motors Ltd. nannte.